# Demetrio Angola
Demetrio Angola Landeveris (Coripata; 22 de junio de 1965) es un exfutbolista boliviano. Jugaba como delantero. Desarrolló la mayor parte de su carrera en Wilstermann, donde permaneció durante 8 temporadas, desde 1990 hasta 1997.
En la actualidad, Angola se desempeña como oficial superior en la Fuerza Naval boliviana. Está casado con Patricia Antezana Ovando y tiene dos hijos.

## Selección nacional
Fue internacional con la selección absoluta de su país, marcando dos goles en 16 apariciones entre 1995 y 1997.

## Estadísticas

### Clubes
| Wilstermann · Bolivia    | 1.ª           | 1990          | 21  | 5  | — | — | 21  | 5  |
| Wilstermann · Bolivia    | 1.ª           | 1991          | 9   | 0  | — | — | 9   | 0  |
| Wilstermann · Bolivia    | 1.ª           | 1992          | 19  | 1  | — | — | 19  | 1  |
| Wilstermann · Bolivia    | 1.ª           | 1993          | 14  | 6  | — | — | 14  | 6  |
| Wilstermann · Bolivia    | 1.ª           | 1994          | 28  | 13 | — | — | 28  | 13 |
| Wilstermann · Bolivia    | 1.ª           | 1995          | 20  | 4  | 6 | 2 | 26  | 6  |
| Wilstermann · Bolivia    | 1.ª           | 1996          | 22  | 5  | — | — | 22  | 5  |
| Wilstermann · Bolivia    | 1.ª           | 1997          | 24  | 6  | — | — | 24  | 6  |
| Wilstermann · Bolivia    | Total club    | Total club    | 157 | 40 | 6 | 2 | 163 | 42 |
| The Strongest · Bolivia  | 1.ª           | 1998          | 26  | 5  | 2 | 2 | 28  | 7  |
| The Strongest · Bolivia  | Total club    | Total club    | 26  | 5  | 2 | 2 | 28  | 7  |
| San José · Bolivia       | 1.ª           | 1999          | 27  | 7  | — | — | 27  | 7  |
| San José · Bolivia       | Total club    | Total club    | 27  | 7  | — | — | 27  | 7  |
| Mariscal Braun · Bolivia | 1.ª           | 2000          | 3   | 0  | — | — | 3   | 0  |
| Mariscal Braun · Bolivia | Total club    | Total club    | 3   | 0  | — | — | 3   | 0  |
| Total carrera            | Total carrera | Total carrera | 213 | 52 | 8 | 4 | 221 | 56 |
| 1. 2.                    |               |               |     |    |   |   |     |    |

## Palmarés

### Torneos cortos
| Título          | Club        | Año  |
| --------------- | ----------- | ---- |
| Torneo Apertura | Wilstermann | 1994 |